# Movimentos
Die Movimentos Festwochen sind ein bedeutendes internationales Festival für zeitgenössischen Tanz und Kultur. Im Zentrum des seit 2003 jährlich von der Autostadt in Wolfsburg veranstalteten Festivals standen bis 2018 Auftritte internationaler Tanzkompanien im rund 1000 Zuschauer fassenden KraftWerk, einem Veranstaltungsraum im ehemaligen Heizkraftwerk Süd des Volkswagenwerks Wolfsburg. Die Tanzproduktionen wurden zwischen 2006 und 2018 durch eine Reihe von Konzerten, Lesungen, Gesprächen und Workshops begleitet, die, wie das Kernprogramm, unter einem übergreifenden Leitthema standen. 2016 wurden die Mittel für das Festival in Folge der VW-Abgasaffäre um 20 Prozent reduziert. Im selben Jahr besuchten über 24.000 Menschen die Veranstaltungen; die Auslastung betrug 97 Prozent. 2019 fand das Festival erstmals im „Hafen 1“ statt.

## Movimentos-Tanzpreis
Der Movimentos-Tanzpreis, in den Jahren 2004 und 2009 vergeben, wurde im Rahmen der Movimentos-Festwochen an herausragende Persönlichkeiten des zeitgenössischen Tanzes verliehen. Eine Jury anerkannter Experten der weltweiten Tanzszene bestimmte die Preisträger in den Kategorien Bester Tänzer, Beste Tänzerin, Beste Choreografie, Beste(r) Nachwuchskünstler(in) und künstlerisches Lebenswerk.

## Geschichte

### 2003
Erstmalige Ausrichtung.
Tanzkompanien:
- Grupo Corpo, Belo Horizonte/Brasilien
- Legend Lin Dance Theatre, Taiwan
- Dance Theatre of Harlem, New York/USA
- Compañía Nacional de Danza, Madrid/Spanien

### 2004
Erstmalige Verleihung des Internationalen Movimentos-Tanzpreises
Preisträger
- Beste Tänzerin: Alina Cojucaru
- Bester Tänzer: Tero Saarinen
- Beste Choreografie: Sidi Larbi Cherkaoui
- Beste Nachwuchskünstler: Akram Khan und Mourad Merzouki

Choreograf Maurice Béjart erhielt den Movimentos-Tanzpreis für sein Lebenswerk.
Tanzkompanien:
- Balé de Cidade de São Paulo, Brasilien
- Bill T. Jones / Arnie Zane Company, New York/USA
- Cloud Gate Dance Theatre of Taiwan, Taipeh/Taiwan
- The Tokyo Ballett, Tokio/Japan

### 2005
Tanzkompanien:
- Compagnie Montalvo-Hervieu, Paris/Frankreich
- Companiha de Dança Deborah Colker, Rio de Janeiro/Brasilien
- Aterballetto, Reggio Emilia/Italien
- Tero Saarinen Company, Helsinki/Finnland
- Shen Wei Dance Arts, New York/USA
- Dave St-Pierre & Compagnie, Montreal/Kanada
- Ballett Zürich, Schweiz

### 2006
Erstmals Movimentos-Festwochen mit umfangreichen Programm aus Konzerten, Gesprächen, Vorträgen und szenischen Lesungen. Zentrales Thema: „Heimat – Mutter Sprache Vater Land“.
Tanzkompanien:
- Alonzo King’s LINES Ballet, San Francisco/USA
- Compañía Nacional de Danza, Madrid/Spanien
- Kibbutz Contemporary Dance Company, Tel Aviv und Gaʿeton/Israel
- Compagnie Linga, Pully/Schweiz
- Henri Oguike Dance Company, London/Großbritannien
- Company Ea Sola, Hanoi/Vietnam; Paris/Frankreich
- Ballet du Grand Théâtre de Genève, Genf/Schweiz

### 2007
Internationale Movimentos-Festwochen. Zentrales Thema „Respekt – Fortschritte und Rücksichten“.
Tanzkompanien:
- Balé de Bahia, Salvador da Bahia/Brasilien
- Companie DCA – Philippe Decouflé, Saint-Denis/Frankreich
- Emanuel Gat Dance, Kiryat Gat/Israel
- Sankai Juku, Tokio/Japan
- Cullbergbaletten, Stockholm/Schweden
- Batsheva Dance Company, Tel Aviv/Israel

### 2008
Internationale Movimentos-Festwochen. Zentrales Thema „Vertrauen“.
Tanzkompanien:
- Grupo Corpo, Belo Horizonte/Brasilien
- Garth Fagan Dance, Rochester/USA
- Wayne McGregor/Random Dance, London/Großbritannien
- Béjart Ballet Lausanne, Lausanne/Schweiz
- The Göteborg Ballet, Göteborg/Schweden
- Compagnie Marie Chouinard, Montréal/Kanada

### 2009
Internationale Movimentos-Festwochen. Zentrales Thema „Verantwortung“. Der Internationale Movimentos-Tanzpreis wurde zum zweiten Mal verliehen.
Preisträger:
- Beste Tänzerin: Mercedes Ruiz
- Bester Tänzer: Abou Lagraa
- Beste Choreografie: Wayne McGregor
- Beste Nachwuchskünstler: Hofesh Shechter und Dave St-Pierre

Der Gründer und langjährige Leiter des Cloud Gate Dance Theatre of Taiwan, Lin Hwai-min, erhielt den Movimentos-Tanzpreis für sein Lebenswerk.
Tanzkompanien:
- Compagnie Montalvo-Hervieu, Paris/Frankreich
- Bangarra Dance Theatre, Sydney/Australien
- Aterballetto, Reggio Emilia/Italien
- Cloud Gate Dance Theatre of Taiwan, Taipeh/Taiwan
- Inbal Pinto Dance Company, Tel Aviv/Israel
- Companiha de Dança Deborah Colker, Rio de Janeiro/Brasilien

### 2010
Internationale Movimentos-Festwochen. Zentrales Thema „Mut und Demut“.
Tanzkompanien:
- Kibbutz Contemporary Dance Company, Tel Aviv und Gaʿaton/Israel
- Quasar Companhia de Dança, Goiânia/Brasilien
- Diavolo Dance Theatre, Los Angeles/USA
- Ailey II, New York/USA
- Sadler’s Wells, London/Großbritannien
- Hofesh Shechter Company, Brighton/Großbritannien
- Nederlands Dans Theatre I und II, Den Haag/Niederlande

### 2011
Internationale Movimentos-Festwochen. Zentrales Thema „Wahrheit und Schönheit“.
Tanzkompanien:
- Compagnie La Maison, Paris/Frankreich
- Zero Visibility Corp., Oslo/Norwegen
- Compagnie DCA – Philippe Decouflé, St. Denis/Frankreich
- Sydney Dance Company, Sydney/Australien
- Sidi Larbi Cherkaoui, Antwerpen/Belgien

### 2012
Festwochen der Autostadt in Wolfsburg. Zentrales Thema „Weisheit, Wissen, Information“.
Tanzkompanien:
- Béjart Ballet Lausanne, Lausanne/Schweiz
- TeZukA von Sidi Larbi Cherkaoui, eine Produktion von Sadler’s Wells (London), Bunkamura (Tokio) und Eastman (Antwerpen) in Koproduktion mit den Movimentos Festwochen der Autostadt in Wolfsburg, Les Théâtres de la Ville de Luxembourg, Esplanade – Theatres on the Bay (Singapur), Parc de la Villette (Paris), de Singel (Antwerpen), in Zusammenarbeit mit Tezuka Productions
- Danza Contemporánea de Cuba, Havanna/Kuba
- Cloud Gate Dance Theatre of Taiwan, Taipeh/Taiwan
- Zimmermann & de Perrot, Zürich/Schweiz

### 2013
Festwochen der Autostadt in Wolfsburg. Zentrales Thema „Toleranz“.
Tanzkompanien:
- Kibbutz Contemporary Dance Company, Tel Aviv und Gaʿaton/Israel
- Compagnie Jant-bi Jigeen, Toubab Dialaw/Senegal
- São Paulo Companhia de Dança, São Paulo/Brasilien
- José Montalvo & Théâtre National de Chaillot, Paris/Frankreich
- Fabulous Beast Dance Theatre, Dublin/Irland

### 2014
Festwochen der Autostadt in Wolfsburg. Zentrales Thema „Glück“.
Tanzkompanien:
- Sidi Larbi Cherkaoui & Maria Pagès
- Company Grupo Corpo, Belo Horizonte/Brasilien
- Beijing Dance Theater, Peking/China
- Wayne McGregor: Random Dance, London/Großbritannien
- Diavolo Dance Theater, Los Angeles/USA

### 2015
Festwochen der Autostadt in Wolfsburg. Zentrales Thema „Frieden“.
Tanzkompanien:
- Kibbutz Contemporary Dance Company, Tel Aviv und Gaʿaton/Israel
- Sydney Dance Company, Sydney/Australien
- Shaun Parker & Company, Australien
- Cloud Gate Dance Theatre of Taiwan, Taipeh/Taiwan
- Les Ballets de Monte-Carlo, Monte Carlo/Monaco
- Göteborg-Operans Danskompani, Göteborg/Schweden

### 2016
Festwochen der Autostadt in Wolfsburg. Zentrales Thema „Liebe“.
Tanzkompanien:
- José Montalvo, Paris/Frankreich
- Compagnie La Baraka, Lyon/Frankreich
- Akram Chan Company, London/Großbritannien
- Russell Maliphant Company, London/Großbritannien
- Aterballetto, Reggio Emilia/Italien

### 2017
Festwochen in der Autostadt. Zentrales Thema „Freiheit“.
Tanzkompanien und Solotänzer:
- Ballet Preljocaj, Aix-en-Provence/Frankreich
- Nederlands Dans Theater, Den Haag/Niederlande
- Vertigo Dance Company, Jerusalem/Israel
- Israel Galván, Spanien
- Sidi Labi Cherkaoui, Antwerpen/Belgien, mit Göreborgs Operans Danskompani, Göteborg/Schweden, und Eastman, Antwerpen/Belgien

### 2018
Festwochen der Autostadt in Wolfsburg. Zentrales Thema „Würde“.
Im Jahr 2018 wurde letztmals die Bühne im Heizkraftwerk Süd genutzt, da eine Umstellung des Kraftwerks auf Gasfeuerung ansteht.
Tanzkompanien:
- Ballet BC, Vancouver/Kanada
- Company Wayne McGregor, London/Großbritannien
- Compagnie DCA – Philippe Decouflé, Saint-Denis/Frankreich
- Sydney Dance Company, Sydney/Australien
- Cloud Gate Dance Theatre of Taiwan, Taipeh/Taiwan
- Zero Visibility Corp., Oslo/Norwegen
- Grupo Corpo, Belo Horizonte/Brasilien

### 2019
2019 fanden die Tanzveranstaltungen erstmals im neuerrichteten, 1400 Besucher fassenden Veranstaltungszentrum „Hafen 1“ zwischen Kraftwerk und Autostadt statt. Außerdem war das Festival im Juli/August und damit später als zuvor angesetzt, es gab kein Nebenprogramm und kein zentrales Thema. Die Auslastung betrug 93 %.
Tanzkompanien:
- São Paulo Dance Company, São Paulo/Brasilien
- BJM – Les Ballets Jazz de Montréal, Montréal/Kanada
- Companhia de Dança Deborah Colker, Rio de Janeiro/Brasilien
- L.A. Dance Project, Los Angeles/USA
- Russell Maliphant & Vangelis